# Pembrolizumab
Pembrolízumàb, pod zaščitenim imenom Keytruda, je humanizirano monoklonsko protitelo, ki se uporablja v imunoterapiji rakavih bolezni, in sicer melanoma, pljučnega raka, raka glave in vratu, hodgkinovega limfoma, raka urotelija, raka ledvic in raka debelega črevesa. Uporablja se v obliki intravenske injekcije.
Pogosti neželeni učinki pembrolizumaba so utrujenost, bolečine v mišicah in kosteh, zmanjšan tek, srbenje, driska, slabost, osip, vročina, kašelj, oteženo dihanje (dispneja), zaprtje ter bolečine (med drugim v trebuhu). Pembrolizumab je protitelo, ki se veže na receptor PD-1 (receptor programirane celične smrti 1) na limfocitih T in nekaterih drugih celicah imunskega sistema, s čimer blokira njegovo interakcijo z ligandi PD-L1 in PD-L2, ki se izražata na nekaterih tumorskih celicah. Vezava omenjenih ligandov na receptor PD-1 vodi v negativno regulacijo limfocitov T (zmanjšana imunska aktivnost). Pembrolizumab s svojo vezavo na receptor onemogoči opisano interakcijo, s čimer prepreči deaktivacijo imunskega sistema in mu omogoči uničenje rakavih celic, ki izražajo PD-L1.
Pembrolizumab so za klinično uporabo v ZDA odobrili leta 2014, v Evropski uniji pa leta 2015. Uvrščen je na seznam osnovnih zdravil Svetovne zdravstvene organizacije, torej med najpomembnejša učinkovita in varna zdravila, potrebna za normalno zagotavljanje zdravstvene oskrbe.